# Giraudia fulva
Giraudia fulva är en stekelart som beskrevs av Henry Keith Townes, Jr. och Gupta 1962. Giraudia fulva ingår i släktet Giraudia och familjen brokparasitsteklar. Utöver nominatformen finns också underarten G. f. nigrithorax.